# Trujillanos
Trujillanos est une commune d’Espagne, dans la province de Badajoz, communauté autonome d'Estrémadure.
Elle dépend de la comarque (division territoriale) de Tierra de Mérida - Vegas Bajas (es) (Montijo).